# Stenocercus boettgeri
Espèce
Synonymes
- Stenocercus juinensis Shreve, 1941

Statut de conservation UICN

 LC  : Préoccupation mineure
Stenocercus boettgeri est une espèce de sauriens de la famille des Tropiduridae.

## Répartition et habitat
Cette espèce est endémique du Pérou. On la trouve entre 1 470 et 3 250 m d'altitude. Elle vit dans la forêt tropicale humide de montagne et dans les broussailles.

## Étymologie
Cette espèce est nommée en l'honneur d'Oskar Boettger.

## Publication originale
- Boulenger, 1911 : Descriptions of new reptiles from the Andes of South America, preserved in the British Museum. Annals and Magazine of Natural History, ser. 8, vol. 7, n. 37, p. 19-25 (texte intégral).